# Édits bursaux
Les édits bursaux étaient des déclarations visant à faire entrer de l'argent dans le trésor de l’État au moyen de la création d'offices et de nouvelles impositions. Le terme est apparu au XVe siècle.
Les édits bursaux furent principalement utilisés sous Henri III, Mazarin, Louis XIV et Louis XV.